# Elezioni presidenziali a Gibuti del 2021
Le elezioni presidenziali a Gibuti del 2021 si sono tenute il 9 aprile e hanno visto la vittoria di Ismail Omar Guelleh, al quinto mandato consecutivo come Presidente di Gibuti.

## Contesto
Nel 2010 la costituzione gibutiana è stata modificata, con l'abolizione del limite massimo di due mandati per il Presidente del paese. Questa modifica ha permesso al Presidente uscente Guelleh, alla guida della repubblica dal 1999, di ricandidarsi alle elezioni del 2011 e del 2016, venendo riconfermato in entrambi i casi.
A contendere l'elezione a Guelleh è stato Zakaria Ismael Farah, candidato del Movimento per lo Sviluppo e l'Equilibrio della Nazione Gibutiana (MDEND). La maggior parte dei partiti di opposizione ha deciso di non presentare alcun candidato, accusando Guelleh di governare tramite metodi dittatoriali.
Le votazioni hanno visto la netta affermazione di Guelleh con il 97,3% dei voti, e la sua riconferma come Presidente.

## Risultati
| Candidati            | Partiti                                                                 | Voti    | %     |
| -------------------- | ----------------------------------------------------------------------- | ------- | ----- |
| Ismail Omar Guelleh  | Unione per la Maggioranza Presidenziale (RPP - PND - FRUD - PPSD - UPR) | 155 291 | 97,30 |
| Zakaria Ismael Farah | Movimento per lo Sviluppo e l'Equilibrio della Nazione Gibutiana        | 4 314   | 2,70  |
| Totale               | Totale                                                                  | 159 605 | 100   |